# Alceri Maria Gomes da Silva
Alceri Maria Gomes da Silva (Cachoeira do Sul, 25 de maio de 1943 – São Paulo, 17 de maio de 1970), foi uma operária metalúrgica e militante política durante a época da ditadura militar no Brasil, atuou na Vanguarda Popular Revolucionária (VPR) e foi assassinada pela ditadura militar. Por sua luta contra o regime militar, Alceri foi incluída como um dos verbetes do Dicionário de Mulheres do Brasil .

## Primeiros Anos
Nascida em 25 de maio de 1943, em Cachoeira do Sul, no estado do Rio Grande do Sul, Alceri era filha de Oscar da Silva e Odila Gomes da Silva. Ainda jovem, mudou-se para a cidade de Canoas, onde cursou o 2º grau, atual Ensino Médio.

## Engajamento político
Alceri trabalhava no escritório da fábrica Michelletto, em Canoas, lá começou se engajar no movimento operário e filiou-se ao Sindicato dos Metalúrgicos. Em setembro de 1969, avisou sua família em Cachoeira do Sul que se mudaria para São Paulo, para assim lutar contra o regime militar .

## Morte
Existiam algumas indicações sobre as causas de sua morte. Sua irmã Valmira fora comunicada por um jornalista afirmando que ela teria sido atingida em uma emboscada do Destacamento de Operações de Informações- Centro de Operações de Defesa Interna (DOI-CODI) do estado de São Paulo. Contudo, presos políticos de São Paulo deram depoimentos afirmando que as mortes de Alceri e Antônio dos Três Reis Oliveiras foram realizadas por agentes da Operação Bandeirante (OBAN). Há ainda uma outra versão, reproduzida a irmã mais velha de Alceri, Talita, que a militante havia sido presa e contraído tuberculose na prisão, mas a causa real de sua morte seria as torturas que passara na cadeia.
Um relatório assinado por major Carlos Alberto Brilhante Ustra evidencia que uma equipe do DOI-CODI (Destacamento de Operações de Informações- Centro de Operações de Defesa Interna) havia sido deslocada ao "aparelho" em que estavam  Alceri e Antônio dos Três Reis Oliveira visando suas prisões. Os agentes teriam feito uma revista detalhada, encontrando um alçapão onde os dois se escondiam. Eles teriam atirados em direção dos agentes que logo após os mataram.
Em 2018, de acordo com o jornal R7, o Ministério Público Federal denunciou o tenente-coronel reformado Maurício Lopes Lima e o suboficial Carlos Setembrino da Silveira pela morte e a ocultação dos cadáveres de Alceri e Antônio. Maurício foi o comandante da ação, enquanto Carlos foi o responsável por jogar uma granada no alçapão para facilitar a execução dos militantes. De acordo com a denúncia, “É evidente que o crime de ocultação de cadáver, do qual os denunciados participaram, visava evitar questionamentos acerca da forma como as vítimas haviam sido mortas – ou seja, executadas, sem qualquer possibilidade de reação”. Além da ocultação do cadáver das vítimas, eles também foram acusados de homicídio duplamente qualificado, por motivo torpe (a manutenção do regime ditatorial) e sem possibilidade de defesa, tendo ainda a aposentadoria e demais proventos cassados, assim como medalhas e condecorações pela atuação no sistema de repressão.
Tanto Alceri como Antônio foram enterrados no Cemitério de Vila Formosa na cidade de São Paulo e seus corpos nunca foram resgatados. As modificações na quadra do cemitério, feitas em 1976, não deixaram registros de para onde foram os corpos dos dois que foram exumados na época das mudanças .
Seus pais foram informados de sua morte pelo detetive da Delegacia de Polícia de Canoas que tinha o apelido "Dois Dedos”. Contudo, a família não teve acesso à certidão de óbito.  Supostamente, ele avisou à família que nada fizesse porque, caso contrário, seriam todos mortos e não deu nenhum detalhe da morte. A militante não recebeu atestado de óbito e sua família não foi informada do local de sua sepultura .
Sua família foi muito abalada por sua morte. Seu pai morreu no ano que sucedeu seu assassinato e uma de suas irmãs, Valmira, que também era militante, suicidou-se por não suportar o luto pela morte brutal de sua irmã. 

## Conclusão da Comissão Nacional da Verdade
A CNV concluiu que Alceri fora morta com quatro tiros, de acordo com o laudo necroscópico assinado pelos legistas João Pagenotto e Paulo Augusto Queiroz Rocha. Também foram descritos ferimentos em seu braço, seu peito e em sua coluna . No entanto, como os restos mortais de Alceri nunca foram encontrados ou identificados, a militante ainda considerada desaparecida pela CNV.

## Indenização
Segundo decreto assinado no dia 16 de junho de 1997, foi concedida uma indenização em um valor entre R$ 100 mil e R$ 125,49 mil para 60 famílias de desaparecidos ou mortos durante o regime militar . Entre as famílias, está listada a de Alceri Maria Gomes da Silva.

## Prêmio Alceri Maria Gomes da Silva
No ano de 2016, a Portaria n°149 em 11 de novembro de 2016 da Secretaria Municipal de Direitos Humanos e Cidadania lançou o Prêmio Alceri Maria Gomes da Silva, em que consiste uma homenagem às pessoas físicas ou jurídicas que atuam na preservação da memória e na busca pela verdade das violações aos direitos humanos cometidas durante o período da ditadura militar.
Em 2016, o homenageado foi Fábio Konder Comparato com menção honrosa à Tatá Amaral e ao Centro de Antropologia e Arqueologia Forense da Universidade Federal de São Paulo. Já em 2017, a homenageada foi Flávia Schilling com menção honrosa a Caco Barcelos e à Agência Pública. 